# Білинський Петро Степанович
о. Петро Степанович Білинський (19 січня 1846, с. Чернихів, нині Зборівського району Тернопільської області — 13 грудня 1916, с. Зарваниця, нині Тернопільського району Тернопільської області) — український греко-католицький священник, фольклорист, історик та освітній діяч.

## Життєпис
Народився 19 січня 1846 року в с. Чернихів в священничій родині, батько, о. Стефан Білинський, був парохом місцевої церкви, мати — Антонія Глинська.
До вступу в гімназію початкову освіту одержав вдома під вихованням гувернера. Закінчив Першу гімназію у Тернополі (1870, до 1867 року навчання проводилось німецькою мовою), духовну семінарію у Львові (1874).
Навчаючись в семінарії направлений сотрудником, згодом парохом 1883 Церкви Святої Параскеви П'ятниці у Великих Бірках де познайомився та одружився з Емілією Лавриновою, дочкою пароха Данила Лавринова .
Був парохом у селах Тернопільщини: Залізцях, Великих Бірках, Киданові, Нестерівцях, Довжанці. Від 1897  — парох у Зарваниці. Сприяв відродженню Зарваниці як відпустового місця (найкращого тоді в Західній Україні). Прагнув долучити містечко до проєктованої залізниці Підгайці — Бучач (задуми перервала війна).
Помер 13 грудня 1916 року в с. Зарваниця (нині Тернопільського району Тернопільської області). Був похований на монастирському цвинтарі біля Церкви Успення в Тернополі (нині не існує).

## Праці
Навчаючись в гімназії написав розвідки про рідне село «Старина», на історичні теми.
Його записи народних пісень та інші фольклорні матеріали опубліковані у збірці «Русько-народні галицькі мелодії» Порфирія Бажанського (1905—1912), «Колядки і щедрівки» (1914), «Коломийки» В. Гнатюка (1905), «Казки Західного Поділля» Петра Медведика (1994).
Білинський передав Михайлові Грушевському 2 рукописні збірки народних пісень XVIII ст., що надруковані у «Записках НТШ» (1897, т. 15).
Автор історичної розвідки {{Тернопіль і єго околиця}} (1894, 1896), статей про села Тернопільської округи.
Автор теологічних праць «Десять заповідей Божих у XIV проповідях», «Проповіді на неділі і свята в п'ятьох томах».